# Morten Fransen
Morten Fransen (født 28. august 1988) er en tidligere dansk atlet, som stoppede løbekarrieren i 2014. Som aktiv stillede han primært op for Aarhus 1900  samt et enkelt år for Herning Løbeklub. Han blev i 2008, 2009 og 2010 dansk U23 mester på 10.000 meter, og i 2011 blev han nr. 3 til NM også på 10.000 meter.[kilde mangler]
Fransen nåede i løbet af sin karriere at repræsentere det danske landshold ved flere lejligheder, både i cross og på bane.[kilde mangler]

## Personlige rekorder
- 3000 meter: 8.22,57 2011
- 5000 meter: 14.37,42 2011
- 10000 meter: 30.38,37 2011
- 10 km landevej: 30.33 2011
- Halvmaraton: 1.06.55 2012